# Shámbar
El shámbar es una sopa tradicional de la gastronomía del Perú, particularmente del departamento de La Libertad, que se sirve como plato principal y, según la costumbre local, tradicionalmente se consume los lunes. Proviene de la ciudad Trujillo - Perú, se remonta al período agrario, en donde se necesitó mezclar ingredientes nutritivos y económicos para iniciar la semana con mucha energía y soportar las largas labores agrícolas y ganaderas, entre otras, en las grandes extensiones de terrenos de las tierras Otuzcanas. Está hecho de granos de trigo, habas, guisantes, garbanzos y frijoles secos. Debe tener tres tipos de carne, incluyendo pollo, jamón, ternera y piel, orejas o rabo de cerdo. El condimento se realiza con una mezcla de ajo, pimienta negra, comino, ají morado (ají panca), ají amarillo (ají mirasol), perejil y aceite vegetal. El plato es consumido ampliamente en los restaurantes de cocina trujillana o norteña en todo el país.

## Etimología
La palabra shámbar puede derivar tanto del vocablo shinde, nombre de otra sopa, como del quechua shambar, que significa cosecha.

## Descripción
El shámbar es un plato que combina elementos autóctonos con tradición culinaria española (con reminiscencias al cocido), adoptada en el Perú tras la conquista. El plato contiene como ingredientes trigo, fréjol bayo, alverjas secas, garbanzos, habas secas, pellejo de cerdo, costilla ahumada, jamón serrano, cebolla y ají panca, y siempre con un poco de hierba buena y comino. Al ser una sopa contundente, el shámbar funciona como plato único.
Existen diferencias regionales en cuanto a su preparación, así, por ejemplo, mientras que en Trujillo se usa trigo, frejol y aderezo peruano, en Cajamarca el trigo es molido en batán y se le añade huacatay.

## Historia
Sobre el origen del plato se tiene muy poca documentación, lo más probable es que la palabra shámbar se originó de los incas yarowilcas, habitantes del centro del Perú.
Sobre su consumo los días lunes se sostienen dos teorías: que los habitantes del Ande convertían en sopa o puchero los restos de las comidas del fin de semana, o que su contundencia es ideal para el inicio de la semana.